# Мізано (автодром)
Міжнародний Автодром Мізано імені Марко Сімончеллі (італ. Misano World Circuit Marco Simoncelli) — італійський автомотодром, розташований поблизу міста Мізано Адріатіко і Ріміні, область Емілія-Романія, Італія.
Проектування автодрому розпочали в 1969 році, проте перші перегони тут відбулися в 1972 році, довжина траси становила 3,488 км. Деякі зміни конфігурації траси відбулися в 1993 році, в результаті довжина збільшилася до 4,064 км. У 2008 в конфігурацію траси були внесені чергові зміни, її довжина збільшилась ще на 162 м.
Починаючи із 2007 року на автодромі проходить етап чемпіонату світу з шосейно-кільцевих мотоперегонів MotoGP Гран-Прі Сан Марино.
У жовтні 2011 року рада директорів товариства «Santamonica SpA», що володіє автодромом, ухвалила рішення про перейменування автодрому на «Misano World Circuit Marco Simoncelli». Це було зроблено на честь італійського мотогонщика Марко Сімончеллі (команда Gresini), який загинув під час Гран-Прі Малайзії у тому ж році.
У березні 2015 року на треці були виконані роботи з заміни покриття. Нова асфальтна суміш виконана із спеціальних матеріалів, які є стійкими до морського повітря, створюють менше шуму та більш екологічні.

## Цікаві факти
- Під час Гран-Прі Сан-Марино сезону 2014 гальмівні диски мотоциклів нагрівались до температури 650°C.[2]